# Sania Mirza
Sania Mirza (Hindi: सानिया मिर्ज़ा, Sāniyā Mirzā; * 15. November 1986 in Mumbai) ist eine ehemalige indische Tennisspielerin.

## Karriere
Im Alter von sechs Jahren begann sie unter Anleitung ihres Vaters Imran Mirza, der sie noch immer betreut, mit dem Tennissport. Ihr Lieblingsbelag ist der Hartplatz.
Ende 2001 tauchte sie erstmals in der WTA-Weltrangliste (Platz 987) auf. Bis Ende 2004 verbesserte sie sich auf Position 206 und im Januar 2006 war sie bereits die Nummer 32 der Welt. Ihren größten Erfolg bei einem Grand-Slam-Turnier im Einzel hatte Mirza 2005 bei den US Open, als sie dort im Achtelfinale stand. Am Ende der Saison erhielt sie von der WTA die Auszeichnung Newcomerin des Jahres.
In ihrer Heimat gewann Mirza schnell Anhänger, da es nur wenige junge und erfolgreiche indische Sportlerinnen gibt. Wegen ihrer in den Augen einiger religiöser Autoritäten für eine Muslimin zu freizügigen Kleidung auf dem Tennisplatz wurde sie in der Öffentlichkeit wiederholt kritisiert. Im September 2005 wurde sogar eine Fatwa eines Islamgelehrten ausgesprochen.
Ab 2003 spielte Mirza für die indische Fed-Cup-Mannschaft; von ihren inzwischen 32 Partien konnte sie 23 siegreich gestalten.
Im Januar 2009 gewann sie als erste indische Tennisspielerin einen Grand-Slam-Titel. Zusammen mit ihrem Landsmann Mahesh Bhupathi gewann sie den Mixed-Wettbewerb bei den Australian Open, sie besiegten im Endspiel Nathalie Dechy und Andy Ram in zwei Sätzen.
Bei den Commonwealth Games gewann sie 2010 im Einzelwettbewerb die Silbermedaille und im Doppel die Bronzemedaille.
Bei den French Open erreichte Mirza 2011 an der Seite von Jelena Wesnina das Finale, das die beiden gegen Andrea Hlaváčková und Lucie Hradecká mit 4:6, 3:6 verloren. In Wimbledon setzten Mirza/Wesnina ihre Erfolgsserie fort, als ihnen dort der Einzug ins Halbfinale gelang, in dem sie jedoch der an Nummer 2 gesetzten Paarung Květa Peschke/Katarina Srebotnik glatt mit 3:6, 1:6 unterlagen. 2012 gelang ihnen zunächst in Auckland und in Melbourne jeweils der Einzug ins Halbfinale, in Dubai und in Indian Wells erreichten sie sogar jeweils das Endspiel. Bei den French Open sicherte sie sich 2012 erneut mit Mahesh Bhupathi den Mixed-Wettbewerb und damit ihren zweiten Grand-Slam-Titel.
Ihr letztes Einzel spielte sie im Juni 2012 beim Rasenturnier in Eastbourne, wo sie in der Qualifikation scheiterte. Das Jahr 2013 verlief für sie im Doppel dagegen ausgesprochen erfolgreich; mit verschiedenen Partnerinnen feierte sie fünf Turniersiege. Darüber hinaus stand sie 2013 erstmals im Halbfinale der US Open. Diesen Erfolg wiederholte sie 2014; im Mixed-Wettbewerb sicherte sie sich dort mit Bruno Soares sogar ihren dritten Titel. 2014 gewann sie mit ihrer neuen ständigen Doppelpartnerin Cara Black drei Titel, unter anderem den der WTA Tour Championships.
Am 13. April 2015 wurde Sania Mirza als erste Spielerin ihres Landes auf Platz 1 der Doppelweltrangliste geführt. An der Seite von Martina Hingis gewann sie im März und April insgesamt drei Turniere in den Vereinigten Staaten. Im Juli sicherte sie sich mit Hingis auch ihren ersten Grand-Slam-Titel im Doppel, als die beiden in Wimbledon die russische Paarung Jekaterina Makarowa und Jelena Wesnina in drei Sätzen besiegten. Bei den US Open und im folgenden Jahr bei den Australian Open gewannen Mirza und Hingis ebenfalls die Doppelkonkurrenz. Im Februar 2016 feierten die beiden in St. Petersburg bereits den 13. gemeinsamen Doppeltitel innerhalb eines Jahres.
Nach den WTA Championships 2016 trennten sich Mirza and Hingis. Mirza spielte anschließend unter anderem mit Barbora Strýcová und Bethanie Mattek-Sands zusammen. 2018 und 2019 setzte sie wegen Verletzungen und der Geburt ihres ersten Kindes aus. Ab Januar 2020 war sie wieder auf der WTA-Tour aktiv.
Nach der Erstrundenniederlage bei den Dubai Duty Free Tennis Championships 2023 beendete sie ihre Karriere.

## Persönliches
Sania Mirza ist seit dem 12. April 2010 mit dem pakistanischen Cricket-Spieler Shoaib Malik verheiratet. Die eigentliche Hochzeit fand in Hyderabad (Indien) statt, gefolgt von weiteren Feiern in Sialkot und Lahore (Pakistan). Die Feierlichkeiten wurden mitsamt den dazugehörenden Vorbereitungen in beiden Ländern von den jeweiligen lokalen Medien mit großem Interesse verfolgt. Dadurch wurde Mirza im Jahr 2010 zu der am häufigsten gesuchten Tennisspielerin auf Google. Im Oktober 2018 wurden Mirza und Malik Eltern eines Sohnes.
Ein Foto von Mirza erregte im Januar 2008 in Indien die Gemüter. Ein Bild, das beim Hopman Cup in Perth entstanden ist, zeigt ihre nackten Füße an einer indischen Fahne, was von Nationalisten als Entweihung eines staatlichen Symbols interpretiert wurde. Es konnte jedoch nicht zweifelsfrei geklärt werden, ob die Fotografie vielleicht nachträglich bearbeitet worden ist, um diesen Eindruck zu erwecken.

## Turniersiege

### Einzel
| Nr. | Datum            | Turnier   | Kategorie   | Belag     | Finalgegnerin     | Ergebnis      |
| --- | ---------------- | --------- | ----------- | --------- | ----------------- | ------------- |
| 1.  | 14. Februar 2005 | Hyderabad | WTA Tier IV | Hartplatz | Aljona Bondarenko | 6:4, 5:7, 6:3 |

### Doppel
| Nr. | Datum              | Turnier           | Kategorie              | Belag             | Partnerin             | Finalgegnerinnen                           | Ergebnis          |
| --- | ------------------ | ----------------- | ---------------------- | ----------------- | --------------------- | ------------------------------------------ | ----------------- |
| 1.  | 21. Februar 2004   | Hyderabad         | WTA Tier IV            | Hartplatz         | Liezel Huber          | Li Ting Sun Tiantian                       | 7:61, 6:4         |
| 2.  | 19. Februar 2006   | Bangalore         | WTA Tier III           | Hartplatz         | Liezel Huber          | Anastassija Rodionowa Jelena Wesnina       | 6:3, 6:3          |
| 3.  | 24. September 2006 | Kolkata           | WTA Tier III           | Teppich           | Liezel Huber          | Julija Bejhelsymer Juliana Fedak           | 6:4, 6:0          |
| 4.  | 20. Mai 2007       | Fès               | WTA Tier IV            | Sand              | Vania King            | Andreea Vanc Anastassija Rodionowa         | 6:1, 6:2          |
| 5.  | 22. Juli 2007      | Cincinnati        | WTA Tier III           | Hartplatz         | Bethanie Mattek       | Alina Schidkowa Tazzjana Putschak          | 7:6, 7:5          |
| 6.  | 29. Juli 2007      | Stanford          | WTA Tier II            | Hartplatz         | Shahar Peer           | Anna Tschakwetadse Wiktoryja Asaranka      | 6:4, 7:6          |
| 7.  | 26. August 2007    | New Haven         | WTA Tier II            | Hartplatz         | Mara Santangelo       | Cara Black Liezel Huber                    | 6:1, 6:2          |
| 8.  | 12. April 2009     | Ponte Vedra Beach | WTA International      | Hartplatz         | Chuang Chia-jung      | Květa Peschke Lisa Raymond                 | 6:3, 4:6, [10:7]  |
| 9.  | 19. September 2010 | Guangzhou         | WTA International      | Hartplatz         | Edina Gallovits       | Han Xinyun Liu Wanting                     | 7:5, 6:3          |
| 10. | 19. März 2011      | Indian Wells      | WTA Premier Mandatory  | Hartplatz         | Jelena Wesnina        | Bethanie Mattek-Sands Meghann Shaughnessy  | 6:0, 7:5          |
| 11. | 10. April 2011     | Charleston        | WTA Premier            | Sand              | Jelena Wesnina        | Bethanie Mattek-Sands Meghann Shaughnessy  | 6:4, 6:4          |
| 12. | 31. Juli 2011      | College Park      | WTA International      | Hartplatz         | Jaroslawa Schwedowa   | Wolha Hawarzowa Alla Kudrjawzewa           | 6:3, 6:3          |
| 13. | 12. Februar 2012   | Pattaya           | WTA International      | Hartplatz         | Anastassija Rodionowa | Chan Hao-ching Chan Yung-jan               | 3:6, 6:1, [10:8]  |
| 14. | 26. Mai 2012       | Brüssel           | WTA Premier            | Sand              | Bethanie Mattek-Sands | Alicja Rosolska Zheng Jie                  | 6:3, 6:2          |
| 15. | 5. Januar 2013     | Brisbane          | WTA Premier            | Hartplatz         | Bethanie Mattek-Sands | Anna-Lena Grönefeld Květa Peschke          | 4:6, 6:4, [10:7]  |
| 16. | 23. Februar 2013   | Dubai             | WTA Premier            | Hartplatz         | Bethanie Mattek-Sands | Nadja Petrowa Katarina Srebotnik           | 6:4, 2:6, [10:7]  |
| 17. | 24. August 2013    | New Haven         | WTA Premier            | Hartplatz         | Zheng Jie             | Anabel Medina Garrigues Katarina Srebotnik | 6:3, 6:4          |
| 18. | 28. September 2013 | Tokio             | WTA Premier 5          | Hartplatz         | Cara Black            | Chan Hao-ching Liezel Huber                | 4:6, 6:0, [11:9]  |
| 19. | 5. Oktober 2013    | Peking            | WTA Premier Mandatory  | Hartplatz         | Cara Black            | Wera Duschewina Arantxa Parra Santonja     | 6:2, 6:2          |
| 20. | 4. Mai 2014        | Oeiras            | WTA International      | Sand              | Cara Black            | Eva Hrdinová Walerija Solowjowa            | 6:4, 6:3          |
| 21. | 20. September 2014 | Tokio             | WTA Premier            | Hartplatz         | Cara Black            | Garbiñe Muguruza Carla Suárez Navarro      | 6:2, 7:5          |
| 22. | 26. Oktober 2014   | Singapur          | WTA Tour Championships | Hartplatz (Halle) | Cara Black            | Peng Shuai Hsieh Su-wei                    | 6:1, 6:0          |
| 23. | 16. Januar 2015    | Sydney            | WTA Premier            | Hartplatz         | Bethanie Mattek-Sands | Raquel Kops-Jones Abigail Spears           | 6:3, 6:3          |
| 24. | 22. März 2015      | Indian Wells      | WTA Premier Mandatory  | Hartplatz         | Martina Hingis        | Jekaterina Makarowa Jelena Wesnina         | 6:3, 6:4          |
| 25. | 5. April 2015      | Miami             | WTA Premier Mandatory  | Hartplatz         | Martina Hingis        | Jekaterina Makarowa Jelena Wesnina         | 7:5, 6:1          |
| 26. | 12. April 2015     | Charleston        | WTA Premier            | Sand              | Martina Hingis        | Casey Dellacqua Darija Jurak               | 6:0, 6:4          |
| 27. | 11. Juli 2015      | Wimbledon         | Grand Slam             | Rasen             | Martina Hingis        | Jekaterina Makarowa Jelena Wesnina         | 5:7, 7:64, 7:5    |
| 28. | 13. September 2015 | US Open           | Grand Slam             | Hartplatz         | Martina Hingis        | Casey Dellacqua Jaroslawa Schwedowa        | 6:3, 6:3          |
| 29. | 26. September 2015 | Guangzhou         | WTA International      | Hartplatz         | Martina Hingis        | Xu Shilin You Xiaodi                       | 6:3, 6:1          |
| 30. | 3. Oktober 2015    | Wuhan             | WTA Premier 5          | Hartplatz         | Martina Hingis        | Irina-Camelia Begu Monica Niculescu        | 6:2, 6:3          |
| 31. | 10. Oktober 2015   | Peking            | WTA Premier Mandatory  | Hartplatz         | Martina Hingis        | Chan Hao-ching Chan Yung-jan               | 6:79, 6:1, [10:8] |
| 32. | 1. November 2015   | Singapur          | WTA Tour Championships | Hartplatz (Halle) | Martina Hingis        | Carla Suárez Navarro Garbiñe Muguruza      | 6:0, 6:3          |
| 33. | 9. Januar 2016     | Brisbane          | WTA Premier            | Hartplatz         | Martina Hingis        | Angelique Kerber Andrea Petković           | 7:5, 6:1          |
| 34. | 16. Januar 2016    | Sydney            | WTA Premier            | Hartplatz         | Martina Hingis        | Caroline Garcia Kristina Mladenovic        | 1:6, 7:5, [10:5]  |
| 35. | 29. Januar 2016    | Australian Open   | Grand Slam             | Hartplatz         | Martina Hingis        | Andrea Hlaváčková Lucie Hradecká           | 7:61, 6:3         |
| 36. | 14. Februar 2016   | St. Petersburg    | WTA Premier            | Hartplatz (Halle) | Martina Hingis        | Wera Duschewina Barbora Krejčíková         | 6:3, 6:1          |
| 37. | 15. Mai 2016       | Rom               | WTA Premier 5          | Sand              | Martina Hingis        | Jekaterina Makarowa Jelena Wesnina         | 6:1, 6:75, [10:3] |
| 38. | 21. August 2016    | Cincinnati        | WTA Premier 5          | Hartplatz         | Barbora Strýcová      | Martina Hingis Coco Vandeweghe             | 7:5, 6:4          |
| 39. | 27. August 2016    | New Haven         | WTA Premier            | Hartplatz         | Monica Niculescu      | Kateryna Bondarenko Chuang Chia-jung       | 7:5, 6:4          |
| 40. | 24. September 2016 | Tokio             | WTA Premier            | Hartplatz         | Barbora Strýcová      | Liang Chen Yang Zhaoxuan                   | 6:1, 6:1          |
| 41. | 7. Januar 2017     | Brisbane          | WTA Premier            | Hartplatz         | Bethanie Mattek-Sands | Jekaterina Makarowa Jelena Wesnina         | 6:2, 6:3          |
| 42. | 18. Januar 2020    | Hobart            | WTA International      | Hartplatz         | Nadija Kitschenok     | Peng Shuai Zhang Shuai                     | 6:4, 6:4          |
| 43. | 26. September 2021 | Ostrava           | WTA 500                | Hartplatz (Halle) | Zhang Shuai           | Kaitlyn Christian Erin Routliffe           | 6:3, 6:2          |

### Mixed
| Nr. | Datum             | Turnier         | Belag     | Partner         | Finalgegner                            | Ergebnis         |
| --- | ----------------- | --------------- | --------- | --------------- | -------------------------------------- | ---------------- |
| 1.  | Januar 2009       | Australian Open | Hartplatz | Mahesh Bhupathi | Nathalie Dechy Andy Ram                | 6:3, 6:1         |
| 2.  | 7. Juni 2012      | French Open     | Sand      | Mahesh Bhupathi | Klaudia Jans-Ignacik Santiago González | 7:63, 6:1        |
| 3.  | 5. September 2014 | US Open         | Hartplatz | Bruno Soares    | Abigail Spears Santiago González       | 6:1, 2:6, [11:9] |

## Abschneiden bei Grand-Slam-Turnieren und den WTA Tour Championships

### Einzel
| Turnier         | 2005 | 2006 | 2007 | 2008 | 2009 | 2010 | 2011 | 2012 | Karriere |
| --------------- | ---- | ---- | ---- | ---- | ---- | ---- | ---- | ---- | -------- |
| Australian Open | 3    | 2    | 2    | 3    | 2    | 1    | 1    | 1    | 3        |
| French Open     | 1    | 1    | 2    | —    | 1    | —    | 2    | —    | 2        |
| Wimbledon       | 2    | 1    | 2    | 2    | 2    | 1    | 1    | —    | 2        |
| US Open         | AF   | 2    | 3    | —    | 2    | 2    | 1    | —    | AF       |

### Doppel
Die Tabelle listet die Ergebnisse der Grand-Slam-Turniere, der Tour Championships, der Olympischen Spiele, des Fed Cups bzw Billie Jean King Cups und der Turniere folgender Kategorien auf: 1990–2008: Tier I, 2009–2020: Premier Mandatory und Premier 5, ab 2021: WTA 1000.
| Turnier              | 2005 | 2006 | 2007 | 2008 | 2009 | 2010 | 2011 | 2012 | 2013 | 2014 | 2015 | 2016 | 2017 | 2018 | 2019 | 2020 | 2021 | 2022 | 2023 | Karriere |
| -------------------- | ---- | ---- | ---- | ---- | ---- | ---- | ---- | ---- | ---- | ---- | ---- | ---- | ---- | ---- | ---- | ---- | ---- | ---- | ---- | -------- |
| Australian Open      | —    | 1    | AF   | AF   | 1    | AF   | 1    | HF   | 1    | VF   | 2    | S    | AF   | —    | —    | 1    | —    | 1    | 2    | 1 × S    |
| French Open          | 2    | AF   | 1    | —    | 2    | —    | F    | 1    | AF   | VF   | VF   | AF   | 1    | —    | —    | —    | —    | AF   | —    | 1 × F    |
| Wimbledon            | 1    | 2    | AF   | VF   | 2    | 2    | HF   | AF   | AF   | 2    | S    | VF   | AF   | —    | —    |      | 2    | 1    | —    | 1 × S    |
| US Open              | 1    | AF   | VF   | —    | 2    | 1    | AF   | AF   | HF   | HF   | S    | VF   | HF   | —    | —    | —    | 1    | —    | —    | 1 × S    |
| WTA Finals           | —    | —    | —    | —    | —    | —    | —    | —    | —    | S    | S    | HF   | —    | —    | —    |      | —    | —    | —    | 2 × S    |
| Doha                 |      |      |      | —    |      |      |      | AF   | 1    | VF   |      | VF   |      | —    |      | 1    |      | HF   |      | 1 × HF   |
| Dubai                |      |      |      |      | AF   | 1    | VF   |      |      |      | AF   |      | HF   |      | —    |      | AF   |      | 1    | 1 × HF   |
| Indian Wells         | —    | VF   | —    | HF   | 1    | —    | S    | F    | 1    | F    | S    | AF   | VF   | —    | —    |      | 1    | AF   | —    | 2 × S    |
| Miami                | —    | VF   | —    | —    | HF   | —    | AF   | 1    | VF   | HF   | S    | AF   | F    | —    | —    |      | —    | VF   | —    | 1 × S    |
| Charleston           | —    | —    | —    | —    |      |      |      |      |      |      |      |      |      |      |      |      |      |      |      | —        |
| Rom                  | —    | —    | —    | —    | —    | —    | —    | AF   | VF   | VF   | F    | S    | HF   | —    | —    | —    | —    | HF   | —    | 1 × S    |
| Madrid               |      |      |      |      | HF   | —    | VF   | 1    | AF   | VF   | VF   | F    | VF   | —    | —    |      | —    | —    | —    | 1 × F    |
| Berlin               | —    | —    | —    | —    |      |      |      |      |      |      |      |      |      |      |      |      |      |      |      | —        |
| San Diego            | —    | VF   | AF   |      |      |      |      |      |      |      |      |      |      |      |      |      |      |      |      | 1 × VF   |
| Cincinnati           |      |      |      |      | AF   | VF   | —    | 1    | 1    | AF   | HF   | S    | HF   | —    | —    | —    | 1    | AF   | —    | 1 × S    |
| Kanada               | —    | 1    | —    | —    | —    | —    | 1    | VF   | AF   | F    | HF   | VF   | VF   | —    | —    |      | —    | HF   | —    | 1 × F    |
| Tokio                | —    | —    | —    | —    | —    | —    | —    | 1    | S    |      |      |      |      |      |      |      |      |      |      | 1 × S    |
| Wuhan                |      |      |      |      |      |      |      |      |      | —    | S    | F    | HF   | —    | —    |      |      |      |      | 1 × S    |
| Zürich               | —    | —    | 1    |      |      |      |      |      |      |      |      |      |      |      |      |      |      |      |      | 1 × 1R   |
| Peking               |      |      |      |      | 1    | —    | —    | F    | S    | F    | S    | AF   | HF   | —    | —    |      |      |      | —    | 2 × S    |
| Moskau               | —    | —    | VF   | —    |      |      |      |      |      |      |      |      |      |      |      |      |      |      |      | 1 × VF   |
| Guadalajara          |      |      |      |      |      |      |      |      |      |      |      |      |      |      |      |      |      | —    | —    | —        |
| Olympische Spiele    |      |      |      | AF   |      |      |      | 1    |      |      |      | 1    |      |      |      | 1    |      |      |      | 1 × AF   |
| Billie Jean King Cup |      |      |      |      |      |      |      |      |      |      |      |      |      |      |      | —    | —    | —    |      | —        |

Zeichenerklärung: S = Turniersieg; F, HF, VF, AF = Einzug ins Finale, Halb-, Viertel-, Achtelfinale; 1, 2, 3 = Ausscheiden in der 1., 2., 3. Haupt- / Finalrunde; Q1, Q2, Q3 = Ausscheiden in der 1., 2. 3. Qualifikationsrunde; KF (kleines Finale) = unterlegen im Spiel um Platz drei; RR = Round Robin (Gruppenphase); nicht ausgetragen oder andere Kategorie; PO (Playoff), P2 = Auf-/Abstiegsrunde zur Weltgruppe I/II im Fed Cup; W2, K1, K2, K3 = Teilnahme in der Weltgruppe II, Kontinentalgruppe I, II, III im Fed Cup.
|                           | 2005 | 2006  | 2007  | 2008 | 2009  | 2010  | 2011  | 2012  | 2013  | 2014  | 2015  | 2016  | 2017  | 2018 | 2019 | 2020 | 2021  | Gesamt  |
| ------------------------- | ---- | ----- | ----- | ---- | ----- | ----- | ----- | ----- | ----- | ----- | ----- | ----- | ----- | ---- | ---- | ---- | ----- | ------- |
| Gewonnene Doppeltitel     | 0    | 2     | 4     | 0    | 1     | 1     | 3     | 2     | 5     | 3     | 10    | 8     | 1     | 0    | 0    | 1    | 1     | 42      |
| Gesamt-Siege/-Niederlagen | 10:9 | 31:16 | 32:11 | 11:9 | 19:15 | 22:14 | 34:14 | 35:24 | 43:16 | 45:19 | 64:12 | 57:15 | 37:18 | 0:0  | 0:0  | 5:3  | 12:11 | 457:206 |
| Jahresendposition         | 111  | 24    | 18    | 61   | 37    | 61    | 11    | 12    | 9     | 6     | 1     | 1     | 12    | –    | –    | 237  | 62    | N/A     |

### Mixed
| Turnier         | 2005 | 2006 | 2007 | 2008 | 2009 | 2010 | 2011 | 2012 | 2013 | 2014 | 2015 | 2016 | 2017 | 2018 | 2019 | 2020 | 2021 | 2022 | 2023 | Karriere |
| --------------- | ---- | ---- | ---- | ---- | ---- | ---- | ---- | ---- | ---- | ---- | ---- | ---- | ---- | ---- | ---- | ---- | ---- | ---- | ---- | -------- |
| Australian Open | —    | 1    | 1    | F    | S    | —    | —    | HF   | VF   | F    | HF   | HF   | F    | —    | —    | —    | —    | VF   | F    | S        |
| French Open     | —    | 1    | AF   | —    | 1    | —    | 1    | S    | 1    | AF   | 1    | F    | VF   | —    | —    |      | —    | AF   | —    | S        |
| Wimbledon       | 2    | AF   | 2    | 2    | AF   | —    | VF   | 2    | VF   | AF   | VF   | 2    | AF   | —    | —    |      | AF   | HF   | —    | HF       |
| US Open         | —    | 1    | VF   | —    | AF   | —    | 1    | VF   | 1    | S    | 1    | AF   | 1    | —    | —    |      | 1    | —    | —    | S        |

## Auszeichnungen
- 2004: Arjuna Award, nationaler Preis für herausragende indische Sportler
- 2006: Padma Shri, Auszeichnung der indischen Regierung
- 2015: Rajiv Gandhi Khel Ratna, höchste Auszeichnung für indische Sportler